# S.C.I.E.N.C.E.
S.C.I.E.N.C.E. è il secondo album in studio del gruppo musicale statunitense Incubus, pubblicato il 9 settembre 1997 dalla Epic Records e dalla Immortal Records.
L'album è stato certicato disco d'oro negli Stati Uniti d'America ed è l'ultimo a figurare Gavin "DJ Lyfe" Koppel in formazione, che era già presente nell'EP del 1997 Enjoy Incubus. Da alcuni è inoltre considerato il vero e proprio album di debutto della band, in quanto il primo album Fungus Amongus era stato distribuito in maniera quasi del tutto indipendente.

## Descrizione

### Produzione
Dopo aver registrato il loro debutto Fungus Amongus in maniera indipendente, gli incubus hanno firmato un contratto per sette dischi con la Immortal Records, un'etichetta affiliata con Epic Records e Sony Music. L'EP intitolato Enjoy Incubus venne pubblicato da Epic/immortal all'inizio del 1997 e il gruppo andarò in tour in Europa con i compagni di etichetta Korn per i mesi successivi. Con l'uscita dell'EP, la strategia dell'etichetta era quella di costruire la fanbase della band con i passaggi in radio. Il primo album in studio uscito con la major, S.C.I.E.N.C.E, fu registrato tra maggio e giugno del 1997. Il cantante Brandon Boyd ha detto che «S.C.I.E.N.C.E è stato registrato in sei settimane al 4h Street Recording, un piccolo, incantevole studio in Santa Monica. Un'esperienza molto diversa, ma molto importante per l'esistenza della band». Durante la registrazione, la band utilizzò degli strumenti analogici datati, descritti come «pieni di ragnatele e con un suono stupendo». Gli Incubus arruolarono nuovamente Jim Wirt per il ruolo di produzione, avendo già collaborato con lui nelle registrazioni precedenti. Il chitarrista Mike Einziger credeva che Wirt fosse in grado di incoraggiare la creatività durante la registrazione di S.C.I.E.N.C.E: nel 1997 ha detto che «ci ha aiutato a venir fuori con roba strana e gli piace quello che facciamo. Non cerca di cambiare quello che facciamo, ma prova ad espanderlo»; Ha anche detto: «quando abbiamo firmato il contratto discografico ed abbiamo iniziato a lavorare con questo album eravamo preoccupati che qualcuno arrivasse e ci dicesse di trattenerci e cercare di rendere le nostre canzoni un poco più appetibili. Ma questo non è mai successo. Ci hanno semplicemente detto "fate quello che volete". Con questo tipo di supporto, ci siamo semplicemente lasciati andare».
Durante la fase di mastering gli Incubus intrapresero una breve tournée e nello stesso periodo apparvero inoltre nella colonna sonora del film Spawn con il brano Familiar, in collaborazione con DJ Greyboy.

### Stile musicale e influenze
S.C.I.E.N.C.E. incorpora elementi di generi diversi, tra cui heavy metal, electro, funk, jazz, hip hop e techno. Secondo Rob Kemp di Rolling Stone, l'album «connette il funk metal al rap metal». Negli anni seguenti il disco è stato accostato al genere nu metal, ma il termine non era ancora in uso quando venne distribuito e venne invece descritto con termini come alternative metal, funk metal e rap metal. All'epoca, Boyd dichiarò che «le persone sono molto veloci a mettere etichette alla musica, quindi immagino che faranno lo stesso anche con noi. Ma noi pensiamo che stiamo facendo qualcosa di figo e dalla risposta che stiamo avendo in tutto il mondo sembra che sia così anche per gli altri».
L'album è stato etichettato come «un funk/metal fuori di testa influenzato da erba e funghi». La rivista Revolver ha descritto il frontman Boyd come un cantante che «attinge dal funk-rap eccentrico» di gruppi storici come Faith No More, Primus e Red Hot Chili Peppers, aggiungendo che avesse una «presenza goffa ma anche fenomenale» nell'album. Boyd ha citato Mike Patton dei Faith No More come sua influenza principale sin dai tempi in cui era un giovane adolescente, così come il suo altro gruppo, i Mr. Bungle, anche loro noti per la tendenza a unire generi molto diversi tra loro.

### I brani
A proposito della traccia d'apertura Redefine, nel 1997 Boyd ha dichiarato che il testo «parla della creazione di una tua nuova realtà e di un tuo nuovo mondo. Ho usato una metafora secondo cui gli uomini sono come i pennarelli Magic Markers. Hanno colorato immagini in bianco e nero per tutta la loro vita perché era tutto quello che pensavano che potessero fare. Ma se prendessero il controllo, potrebbero pitturare con un colore differente e realizzare delle figure splendide e vibranti». Sul brano New Skin, il cantante ha spiegato che nel testo ha parlato «dello stato sociale della società come se fosse una crosta. Il modo in cui la crosta appare nel suo stato peggiore è grossolano e caotico e orribile, che è come è ora, ma quando si stacca c'è un nuovo pezzo di pelle che è più forte di prima. È come creare dal caos».

Il brano Magic Medicine, descritto come un pezzo trip hop (o drum and bass), contiene un campionamento di una registrazione della lettura di un libro per bambini. Favourite Things affronta invece il tema della religione:
Mentre registravano Nebula, Boyd disse che il gruppo aveva scoperto «com'è collegare un phaser al muro mentre è acceso. Suona come una pistola laser, e questo è il primo suono che si sente in Nebula. [...] abbiamo usato questi walkie-talkie per i bambini che hanno questa molla a mo' di Slinky tra di loro. Quando si parla attraverso i walkie-talkie e si colpisce la molla, viene fuori questo riverbero naturale, ed è un po' come parlare in un'altra dimensione».

### Titolo
Nel 1997 Einziger affermò che il titolo rifletteva la natura sperimentale dell'album e la libertà creativa data agli Incubus:
 Secondo alcuni componenti del gruppo, il titolo è l'acronimo di Sailing Catamarans Is Every Nautical Captain's Ecstasy, riguardo al quale Boyd ha spiegato che «a volte, ci sediamo e ci inventiamo cose del genere per farci quattro risate. In altre parole, non c'è un solo significato, sono solo spunti di riflessione»; In altre prime interviste il gruppo aveva invece affermato che il titolo era l'acronimo di Stupid Cops Invade Everyone’s Natural Chaotic Energy, Sounds Cool in Eyes Near Communistic Entities e Surreal Cats in Economics Never Communicate Estacticly.

## Accoglienza
La critica specializzata accolte favorevolmente dello stile diversificato dell'album. Pitchfork affermò che gli Incubus «combinano con successo tutti i tipi di [generi musicali] senza che il risultato finale sia un disastro». Il recensore di David Thomas di AllMusic ha scritto che «i numerosi stili dell'album non sempre si fondono perfettamente, ma creano un suono solido che definisce la band. Gli Incubus riescono a creare canzoni allegre e ballabile, nonché melodie da headbanging. Un'impresa ammirevole in un genere che tende a premiare i livelli di decibel invece che la qualità».
L'11 aprile 1998 Darren Kerr della rivista di Vancouver Drop D ha elogiato l'incorporazione nell'album del turntablism e del trip hop. notando inoltre delle somiglianze con i Faith No More, scrivendo: «Non voglio mettere in dubbio che lo stile vocale che di Brandon of the Jungle che da cattivo e lounge si trasforma in un maniaco che digrigna i denti sia emulativo di Mike Patton. Inoltre, non sosterrei che un paio di questi brani non suonino fuori luogo accanto a brani dei Faith No More come Caffeine o The Gentle Art of Making Enemies. Tuttavia, il chitarrista Michael Einzinger e il bassista Alex Katunich stanno estraendo una vena di groove che è unicamente loro». CMJ New Music Report scrisse nella loro recensione del settembre 1997: «avete sentito questo tipo di fusione hip hop/metal da band come Faith No More, Living Colour, Rage Against the Machine e Biohazard, ma gli Incubus hanno un po' più funk nel loro bagagliaio di qualsiasi altro di questi artisti». Hanno notato che l'album «si distingue dal solito surf/skate metal includendo un vero DJ dal vivo (DJ Lyfe) che batte duro sul giradischi come il resto dei ragazzi». La recensione continuava affermando che la band riesciusse a creare «riff mostruosi», e sostenendo che «i brani più memorabili di S.C.I.E.N.C.E. sono quelli dove gli Incubus mettono a nudo con orgoglio i loro muscoli metallici». Spin nel 1998 ha sottolineato non solo l'uso dei giradischi da parte del gruppo, ma anche l'uso degli strumenti non convenzionali come didgeridoo e djembe, provenienti dall'Australia indigena e dall'Africa occidentale. Nella sua recensione dell'agosto 1998, Jason Hradil di The Lantern ha scritto che Boyd ha una voce «intensa simile a Mike Patton dei Faith No More», aggiungendo inoltee che gli Incubus «cambiano tempo e stile almeno due o tre volte per canzone» e «una cosa che garantisco, è che questi giovani porteranno a casa le loro pagelle con una 'A' in scienze».

## Tracce
1. Redefine – 3:20
2. Vitamin – 3:13
3. New Skin – 3:51
4. Idiot Box – 4:07
5. Glass – 3:37
6. Magic Medicine – 3:03
7. A Certain Shade of Green – 3:11
8. Favorite Things – 3:11
9. Summer Romance (Anti-Gravity Love Song) – 4:26
10. Nebula – 3:50
11. Deep Inside – 3:55
12. Calgone – 16:02 – contiene la traccia fantasma Jose Loves Kate Moss, Part 1

## Formazione
Gruppo
- Cornelius – voce, djembe, didgeridoo
- Jawa – chitarra
- DJ Lyfe – giradischi
- Dirk Lance – basso
- Badmammajamma – batteria

Altri musicisti
- Charles Waltz – violino (traccia 8)
- Jeremy Wasser – sassofono (traccia 9)

Produzione
- Jim Wirt – produzione
- Terry Date – missaggio
- C.J. Eiriksson – ingegneria del suono
- Ulrich Wild – ingegneria del suono
- Donat Kazarinoff – ingegneria del suono aggiuntiva

## Successo commerciale
All'inizio del 1999 S.C.I.E.N.C.E. e Enjoy Incubus avevano venduto complessivamente 200 000 copie. Dopo la loro svolta commerciale su Make Yourself, le vendite dell'album incrementarono e nel 2001 vendette 370 000 copie negli Stati Uniti d'America. Nel novembre di quell'anno Epic/Immortal pubblicò una versione rimasterizzata del disco che contribuì ad aumentare le vendite, salite a 500 000 copie.